# زيغموند كيمني
زيغموند كيمني هو صحفي وكاتب وسياسي مجري، ولد في 12 يونيو 1814 في فينتسو دي جوس ‏ في رومانيا، وتوفي في 22 ديسمبر 1875 في Cămărașu ‏ في رومانيا. انتخب عضو الجمعية الوطنية المجرية ‏ (1848 – ).

## وصلات خارجية
- زيغموند كيمني على موقع الموسوعة البريطانية (الإنجليزية)
- زيغموند كيمني على موقع الموسوعة البريطانية (الإنجليزية)